# Преломление

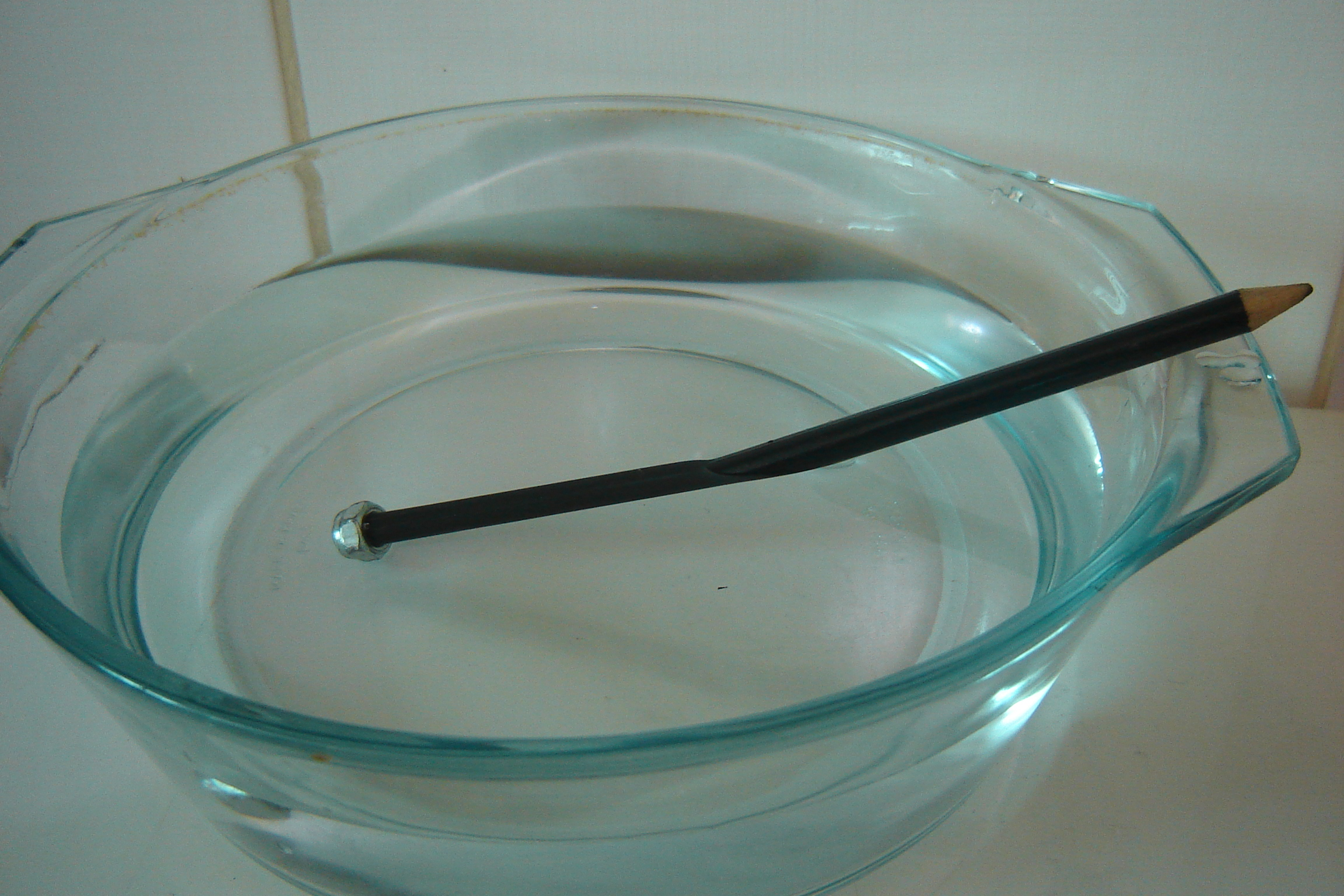
Кажущееся преломление прямых предметов, косо пересекающих границу раздела сред с разной оптической плотностью

Преломле́ние (рефра́кция) — изменение направления луча (волны), возникающее на границе двух сред, через которые этот луч проходит, или в одной среде, но с меняющимися свойствами, в которой скорость распространения волны неодинакова.

Преломление света на границе раздела двух сред с показателями преломления и (на рисунке)

Феномен преломления объясняется законами сохранения энергии и сохранения импульса. При изменении передающей среды изменяется скорость волны, а её частота остаётся такой же. Преломление света через стекло или воду — наиболее простой и очевидный пример искажения луча, но законы преломления действительны для любых волн, — электромагнитных, акустических и даже морских. В общем случае эффект преломления описывается законом Снеллиуса (Снелла).
Термины «рефракция» и «преломление» взаимозаменяемы; традиционно термин «рефракция» чаще употребляется для описания излучения в средах, показатель преломления в которых от точки к точке меняется плавно (траектория луча имеет вид плавно искривляющейся линии), в то время как термин «преломление» чаще используется для описания резкого изменения траектории луча на границе сред из-за высокой разницы в их показателях преломления. Действует при этом один и тот же закон — зависимость скорости волны от показателя преломления конкретной передающей среды.
Иногда специфика передающей среды или источника излучения требует выделить исследования конкретно этой рефракции в особый раздел. Так, рефракцию человеческого глаза изучает офтальмология, в то время как рефракцию звука в воде изучает гидроакустика, рефракцию небесных светил — астрономия и так далее.
Изучение законов преломления имеет фундаментальное значение для науки и техники. Их применение в разных областях знаний позволяет создавать точные оптические приборы (телескопы, микроскопы, фотоаппараты, кинокамеры, очки, контактные линзы и т. п.), исследовать химическую структуру соединений и определять состав химических смесей, получать точные геодезические и астрономические координаты, создавать оптимальные системы связи и многое другое.

## Физика явления

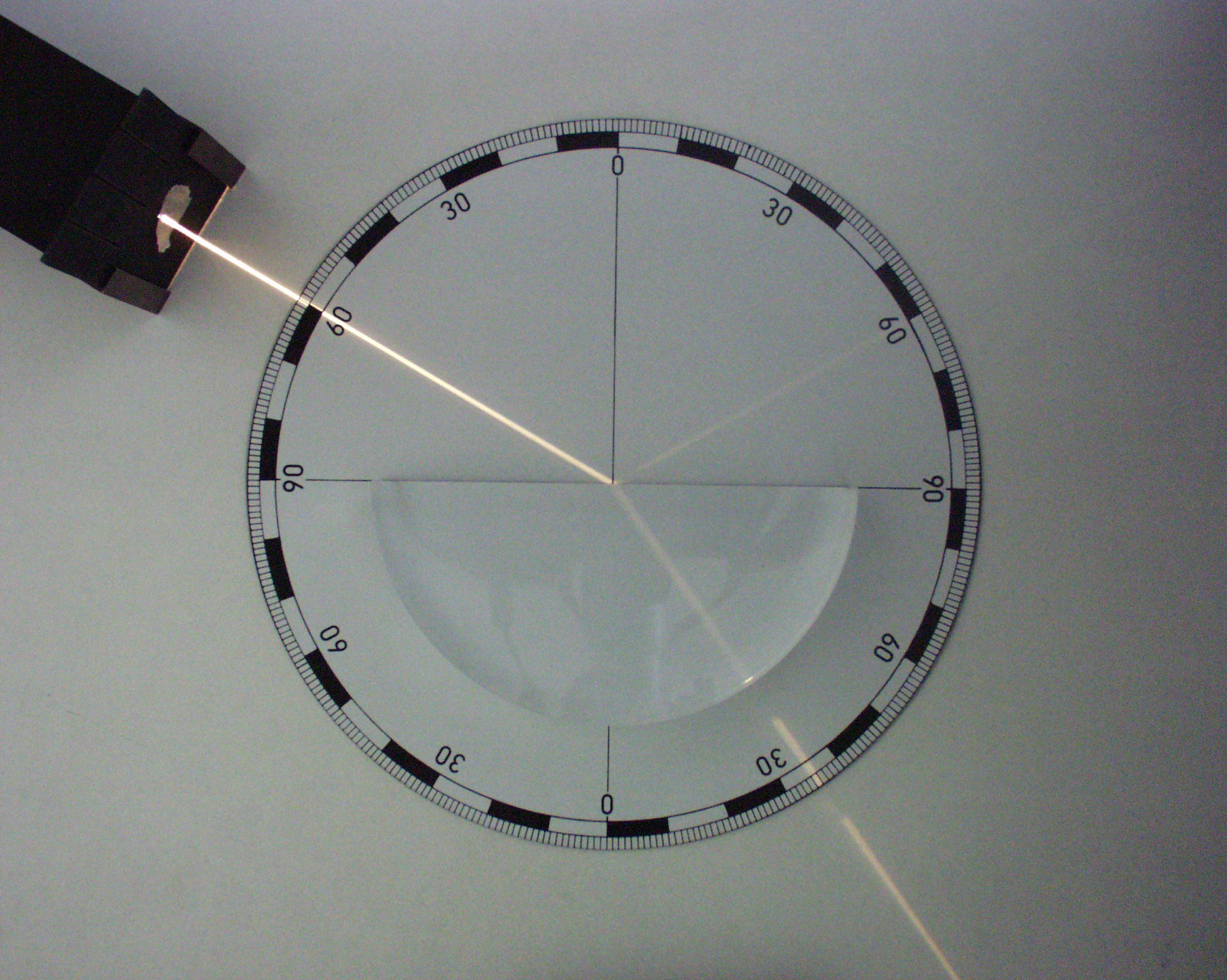
Измерение углов падения и преломления луча света

Построение преломлённой волны с помощью принципа Гюйгенса — Френеля

Преломление волновых фронтов на поверхности раздела двух сред

Преломление наблюдается, когда фазовые скорости электромагнитных волн в контактирующих средах различаются (см. показатель преломления). В этом случае полное значение скорости волны должно быть разным по разные стороны границы раздела сред. Однако если проследить движение, например, гребня волны вдоль границы раздела — то соответствующая скорость должна быть одинаковой для обеих «половинок» волны (поскольку при пересечении границы максимум волны остается максимумом, и наоборот; то есть можно говорить о синхронизации падающей и прошедшей волны во всех точках границы, см. верхний рисунок). Из простого геометрического построения получаем, что скорость движения точки пересечения гребня {\displaystyle v_{\alpha }} с линией, наклонённой к направлению распространения волны под углом {\displaystyle \alpha }, будет равна {\displaystyle v_{\alpha }=v/\sin \alpha }, где {\displaystyle v} — скорость распространения волны.
Это ясно из того, что, пока гребень волны пройдёт в направлении своего распространения (то есть перпендикулярно гребню) расстояние, равное катету треугольника, точка пересечения гребня с границей пройдёт расстояние, равное гипотенузе, а отношение этих расстояний, равное синусу угла, и есть отношение скоростей.
Тогда, приравняв скорости вдоль границы раздела для падающей и прошедшей волн, получим {\displaystyle v_{1}/\sin \alpha =v_{2}/\sin \beta }, что эквивалентно закону Снелла, поскольку показатель преломления определяется как отношение скорости электромагнитного излучения в вакууме к скорости электромагнитного излучения в среде: {\displaystyle n_{1}=c/v_{1},~n_{2}=c/v_{2}}.
В итоге на границе раздела двух сред наблюдается преломление луча, качественно состоящее в том, что углы к нормали к границе раздела сред для падающего и преломлённого луча отличаются друг от друга, то есть ход луча вместо прямого становится ломаным — луч преломляется.
Заметим, что практически тождественным способом вывода закона Снелла является построение прошедшей волны с помощью принципа Гюйгенса — Френеля (см. рисунок).
При движении волны в средах с разными показателями преломления её частота сохраняется, а длина волны изменяется пропорционально скорости.
В изотропной среде для синусоидальной волны, характеризуемой частотой и волновым вектором, перпендикулярным направлению распространения волны, соображения, что составляющая волнового вектора, параллельная границе раздела, должна быть одинаковой до и после прохождения этой границы, приводят к такому же виду закона преломления.
Волновой вектор фотона равен вектору его импульса, делённому на постоянную Планка, и это даёт возможность естественной физической интерпретации закона Снелла как сохранения проекции импульса фотона на пересекаемую им границу раздела сред.

## Полное внутреннее отражение
Тесно связано с преломлением такое явление, как отражение от границы раздела прозрачных сред. В некотором смысле это две стороны одного и того же явления.
Явление полного внутреннего отражения (ПВО) связано с тем, что преломлённой волны, которая бы удовлетворяла закону Снелла, для некоторых углов падения не существует. Это означает, что возникает только отражённая волна и, значит, волна отражается полностью. ПВО возможно при падении волны из среды, где волна распространяется с меньшей фазовой скоростью (бо́льшим показателем преломления), на границу со средой с большей фазовой скоростью распространения такой волны (меньшим показателем преломления).
При постепенном увеличении угла падения по отношению к нормали, в какой-то момент преломленный луч совпадает с границей раздела сред, а затем исчезает — остается только отраженный луч.

## Полное преломление
Если вертикально поляризованная волна падает на поверхность раздела под углом Брюстера, то будет наблюдаться эффект полного преломления — отражённая волна будет отсутствовать.

## Преломление в обычной жизни

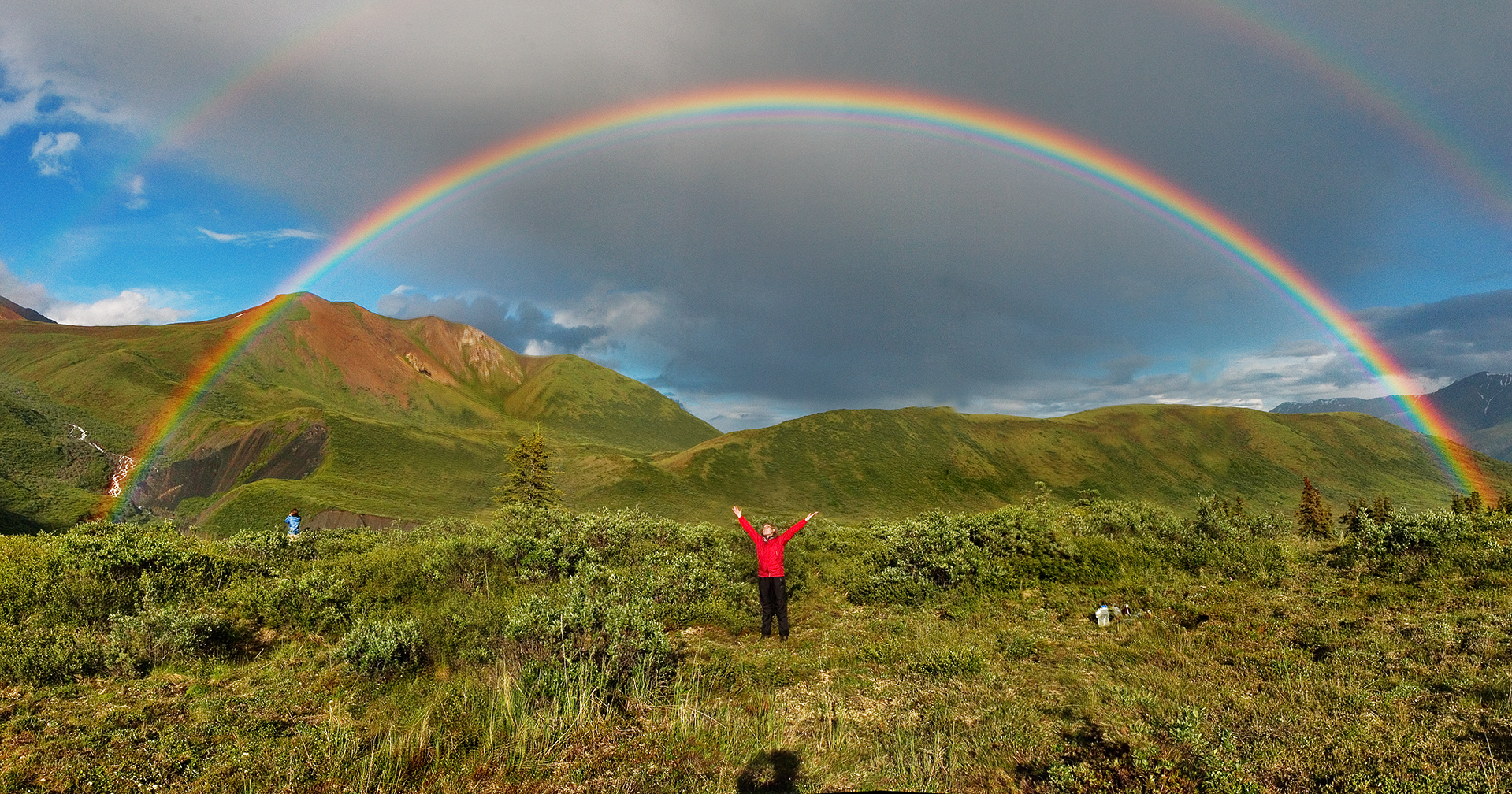
Двойная радуга — одно из самых красивых явлений, связанных с рефракцией.

Преломление встречается на каждом шагу и воспринимается как совершенно обыденное явление: можно видеть как ложка, которая находится в чашке с чаем, будет «переломлена» на границе воды и воздуха. Это наблюдение при некритическом восприятии даёт неверное представление о знаке эффекта: кажущееся преломление ложки происходит в сторону, обратную реальному преломлению лучей света.
Преломление света на границе двух сред даёт парадоксальный зрительный эффект: пересекающие границу раздела предметы в более плотной среде выглядят «преломлёнными вверх»; в то время как луч, входящий в более плотную среду, распространяется в ней под меньшим углом, «преломляется вниз». Этот оптический эффект и приводит к ошибкам в визуальном определении глубины водоёма, которая всегда кажется меньше, чем есть на самом деле.
Преломление, дисперсия и внутреннее отражение света в каплях воды вместе порождают радугу. Из-за дисперсии света капли по-разному преломляют и отклоняют свет разных цветов: сильнее всего преломляются и отклоняются лучи с наименьшей длиной волны (фиолетовый цвет), а слабее всего — с наибольшей (красный цвет). В результате возникает дуга, окрашенная в различные цвета.
Многократным преломлением (отчасти и отражением) в мелких прозрачных элементах структуры (снежинках, волокнах бумаги, пузырьках) объясняются свойства матовых (не зеркальных) отражающих поверхностей, таких как белый снег, бумага, белая пена.
Рефракцией в атмосфере Земли объясняются многие зрительные эффекты. Например, при определённых метеорологических условиях Земля (с небольшой высоты) представляется наблюдателю как вогнутая чаша (а не часть выпуклого шара). Из-за рефракции кажется, что звёзды «мерцают». Также, преломление света в атмосфере приводит к тому, что мы наблюдаем восход солнца (и вообще любого небесного светила) несколько раньше, а закат несколько позже, чем это имело бы место при отсутствии атмосферы. По той же причине на горизонте диск Солнца выглядит немного сплющенным вдоль горизонтали.

## Применение

### В технике и научных приборах
Явление преломления лежит в основе работы телескопов-рефракторов (научного и практического назначения, в том числе подавляющей доли зрительных труб, биноклей и других приборов наблюдения),
объективов фото-, кино- и телекамер,
микроскопов,
увеличительных стёкол,
очков,
проекционных приборов,
приёмников и передатчиков оптических сигналов,
концентраторов мощных световых пучков,
призменных спектроскопов и спектрометров,
призменных монохроматоров,
и многих других оптических приборов, содержащих линзы и/или призмы.
Его учёт необходим при расчёте работы почти всех оптических приборов. Всё это относится к разным диапазонам электромагнитного спектра.
В акустике преломление звука особенно важно учитывать при исследовании распространения звука в неоднородной среде и, конечно, на границе разных сред.
Может быть важным в технике и учёт преломления волн другой природы, например, волн на воде, различных волн в активных средах и т. д.

### В медицине
Явление преломления используется в таких областях медицины как оптометрия и офтальмология. С помощью фороптера возможно определить аномалии рефракции в глазу пациента, и, проведя несколько тестов с линзами разной оптической силы и с разным фокусным расстоянием, можно подобрать для пациента подходящие очки или контактные линзы.